# 刘胜金缕玉衣
刘胜金缕玉衣是西汉文物，1968年出土于满城陵山中山靖王刘胜墓。现藏河北博物院。
金缕玉衣全长1.88米，以金丝编缀岫岩玉片制成。共用玉片2498片，金丝约1100克。分头罩、上衣、手套、裤筒和鞋五部分。上衣所用玉质莹润，呈绿色。下身则为灰白和淡黄色。玉衣头罩下还有鎏金镶玉铜枕。